# Oberdorf, Haut-Rhin
Oberdorf je občina v departmaju Haut-Rhin francoske regije Alzacija.
Leta 2011 je v občini živelo 575 oseb oz. 139 oseb/km².